# Krzysztof Moszyński
Krzysztof Moszyński (ur. 11 lutego 1932 w Warszawie, zm. 22 grudnia 2020) – polski matematyk, doktor habilitowany nauk matematycznych, profesor Wydziału Matematyki, Informatyki i Mechaniki Uniwersytetu Warszawskiego, specjalista w zakresie analizy numerycznej, równań różniczkowych cząstkowych i modelowania matematycznego zjawisk fizycznych.

## Życiorys
Syn dziennikarza Józefa Moszyńskiego i pisarki Hanny Januszewskiej-Moszyńskiej. Absolwent VI Liceum Ogólnokształcącego im. Tadeusza Reytana w Warszawie (1950, uczeń matematyka Jana Kozickiego) i studiów matematycznych na Uniwersytecie Warszawskim (1955).
Po ukończeniu studiów, w początkowym okresie pracy zawodowej, jako pracownik Grupy Aparatów Matematycznych (GAM) Państwowego Instytutu Matematycznego (od 1952 część PAN), uczestniczył w rozwoju pierwszych polskich komputerów. Był m.in. członkiem zespołu, który opracował oprogramowanie pierwszego polskiego komputera XYZ. Kierował (po Jerzym Waśniewskim) Biurem Obliczeń i Programów (BOP), pierwszym w Polsce ogólnodostępnym ośrodkiem stosującym komputer XYZ do obliczeń naukowych i technicznych. Wchodził w skład zespołu pracowników Instytutu Maszyn Matematycznych (IMM) uhonorowanego w 1964 roku Nagrodą Państwową II stopnia za osiągnięcia związane z komputerami XYZ i ZAM-2.
W 1964 roku uzyskał stopień naukowy doktora na podstawie rozprawy O pewnej metodzie rozwiązywania zagadnienia wartości własnych dla samosprzężonego układu równań różniczkowych zwyczajnych, obronionej w Instytucie Matematycznym PAN, a w 1981 roku habilitował się tamże na podstawie pracy Aproksymacja widma operatorów liniowych.
W latach 1968–1988 pracował w Instytucie Matematycznym PAN, następnie jako profesor Wydziału Matematyki, Informatyki i Mechaniki Uniwersytetu Warszawskiego. W latach 1990–1993 oraz 1999–2002 pełnił funkcję prodziekana Wydziału Matematyki, Informatyki i Mechaniki UW (w latach 1999–2002 prodziekana ds. studenckich). Będąc na emeryturze, wykładał matematykę do 2017 roku. W trakcie kariery zawodowej prowadził również wykłady na Wydziale Lotniczym oraz na Wydziale Fizyki Technicznej i Matematyki Stosowanej Politechniki Warszawskiej. Od 1966 roku członek Polskiego Towarzystwa Matematycznego. W 1980 roku współzałożyciel NSZZ „Solidarność” w Instytucie Matematycznym PAN.
Pochowany na cmentarzu ewangelicko-augsburskim przy ul. Młynarskiej w Warszawie (aleja 32, rząd 1, grób 21).